# Гуверовский институт
Гуверовский институт войны, революции и мира (англ. Hoover Institution on War, Revolution and Peace) — политический исследовательский центр в США, входит в систему Стэнфордского университета.

## История

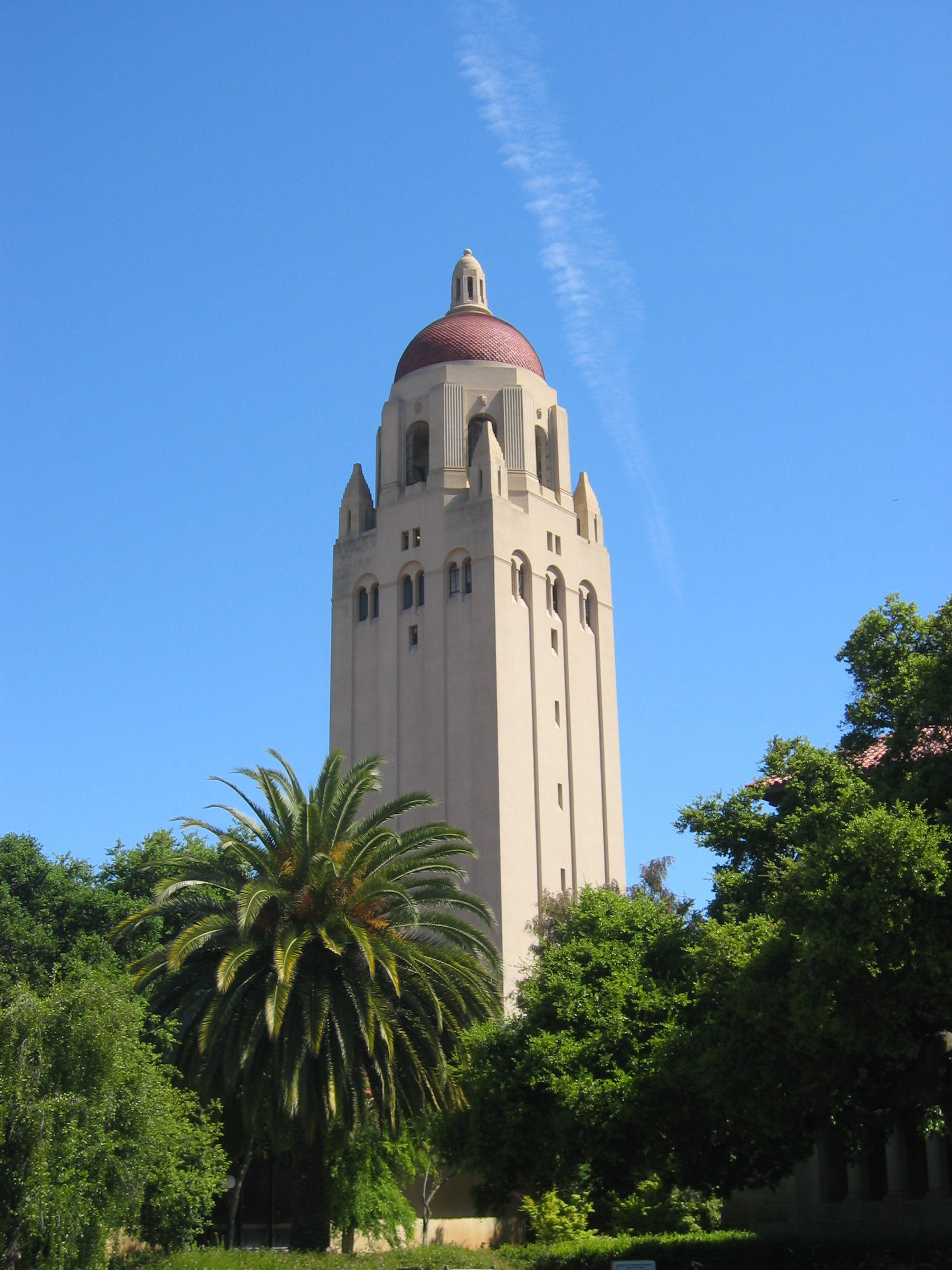
Здание библиотеки и архива Гуверовского института

Основан в 1919 году Гербертом Гувером как библиотека материалов, посвящённых Первой мировой войне. Гувер собрал большую коллекцию материалов, связанных с историей начала XX века, и передал их в Стэнфорд, его альма-матер, чтобы основать «библиотеку войны, революции и мира». Со временем библиотека превратилась в важный исследовательский центр, занимающийся долгосрочными аналитическими программами в области политики и экономики.

## Библиотека
Библиотека Гуверовского института является одним из крупнейших зарубежных хранилищ по истории России периода первой мировой войны и Октябрьской революции. Среди этих документов — личные фонды и отдельные документы таких видных общественных и политических деятелей России и белого движения, как генерал П. Н. Врангель, А. Ф. Керенский, генерал Л. Г. Корнилов, князь Г. Е. Львов, граф В. Н. Коковцов, русский посол в Париже В. А. Маклаков, русский дипломат М. Н. Гирс, генерал Н. Н. Юденич, историк и публицист С. П. Мельгунов и многие другие.
В библиотеке хранятся архивы Парижского бюро заграничной агентуры Департамента полиции Министерства внутренних дел Российской империи с 1885 по 1917 годы, переданные В. А. Маклаковым.
Сначала военная библиотека размещалась в Стэнфордском университете отдельно от общих фондов, а в 1941 году переехала в Гуверскую башню.